# United States Marine Corps Forces Europe and Africa
Le U.S. Marine Corps Forces Europe and Africa (MARFOREUR/AF) est un commandement de la United States Marine Corps. Il est une composante du United States European Command (EUCOM). Il a été fondé en février 1980 sous le nom de U.S. Marine Corps Forces Europe. Son siège est à la caserne Panzerkaserne à Böblingen près de Stuttgart, en Allemagne.
Il prend son nom actuel en 2008.